# C'est la vie (Claude-sang)
 For alternative betydninger, se C'est la vie. (Se også artikler, som begynder med C'est la vie)
"C'est la vie" er en sang af den congolesiskfødte hollandske sanger og sangskriver Claude. Sangen, der beskrives som en hyldest til ens forældre, blev udgivet den 27. februar 2025 gennem Cloud 9. Den blev skrevet af Claude sammen med Arno Krabman, Joren van der Voort og Léon Paul Palmen. Sangen repræsenterer Holland i Eurovision Song Contest 2025. Den nåede nummer to på de hollandske singlehitlister.

## Hitlister
| Hitliste (2025)          | Top position |
| ------------------------ | ------------ |
| Holland (Dutch Top 40)   | 2            |
| Holland (Single Top 100) | 2            |